# Tang Shengjie
Tang Shengjie (in cinese: 唐胜杰; Dingxi, dicembre 1989) è un astronauta cinese.
Il 26 ottobre 2023 è partito per lo spazio come operatore della missione di lunga durata Shenzhou 17.